# World Games 2025/Trampolinturnen
Bei den World Games 2025 in Chengdu wurden vom 8. bis 10. August 6 Wettbewerbe im Trampolinturnen ausgetragen. Austragungsort war das Dong’an Lake Sports Park Arena.

## Bilanz

### Medaillenspiegel
| Platz  | Land               | Gold | Silber | Bronze | Gesamt |
| ------ | ------------------ | ---- | ------ | ------ | ------ |
| 1      | Portugal           | 2    | –      | –      | 2      |
| 2      | Großbritannien     | 1    | 1      | 1      | 3      |
| 3      | Vereinigte Staaten | 1    | 1      | –      | 2      |
| 3      | Belgien            | 1    | –      | –      | 1      |
| 3      | China              | 1    | –      | –      | 1      |
| 6      | Aserbaidschan      | –    | 1      | –      | 1      |
| 6      | Frankreich         | –    | 1      | –      | 1      |
| 6      | Japan              | –    | 1      | –      | 1      |
| 6      | Niederlande        | –    | 1      | –      | 1      |
| 10     | Kanada             | –    | –      | 2      | 2      |
| 11     | Deutschland        | –    | –      | 1      | 1      |
| 11     | Griechenland       | –    | –      | 1      | 1      |
| 11     | Spanien            | –    | –      | 1      | 1      |
| Gesamt | Gesamt             | 6    | 6      | 6      | 18     |

### Medaillengewinner
Männer
| Disziplin             | Gold                                     | Silber                               | Bronze                                |
| --------------------- | ---------------------------------------- | ------------------------------------ | ------------------------------------- |
| Doppel Mini-Trampolin | Brent Deklerck (BEL)                     | Omo Aikeremiokha (GBR)               | Gavin Dodd (CAN)                      |
| Tumbling              | Kaden Brown (USA)                        | Tofig Aliyev (AZE)                   | Fred Teague (GBR)                     |
| Synchronspringen      | Gabriel Albuquerque / Lucas Santos (POR) | Rikkert Veldhuizen / Jordy Mol (NED) | Caio Lauxtermann / Fabian Vogel (GER) |

Frauen
| Disziplin             | Gold                            | Silber                          | Bronze                                |
| --------------------- | ------------------------------- | ------------------------------- | ------------------------------------- |
| Doppel Mini-Trampolin | Diana Gago (POR)                | Grace Harder (USA)              | Melania Rodríguez (ESP)               |
| Tumbling              | Megan Kealy (GBR)               | Candy Brière-Vetillard (FRA)    | Alexandra Efraimoglou (GRE)           |
| Synchronspringen      | Hu Yicheng / Zhang Xinxin (CHN) | Saki Tanaka / Hikaru Mori (JPN) | Sarah Milette / Sophiane Méthot (CAN) |